# Loreta Asanavičiūtė

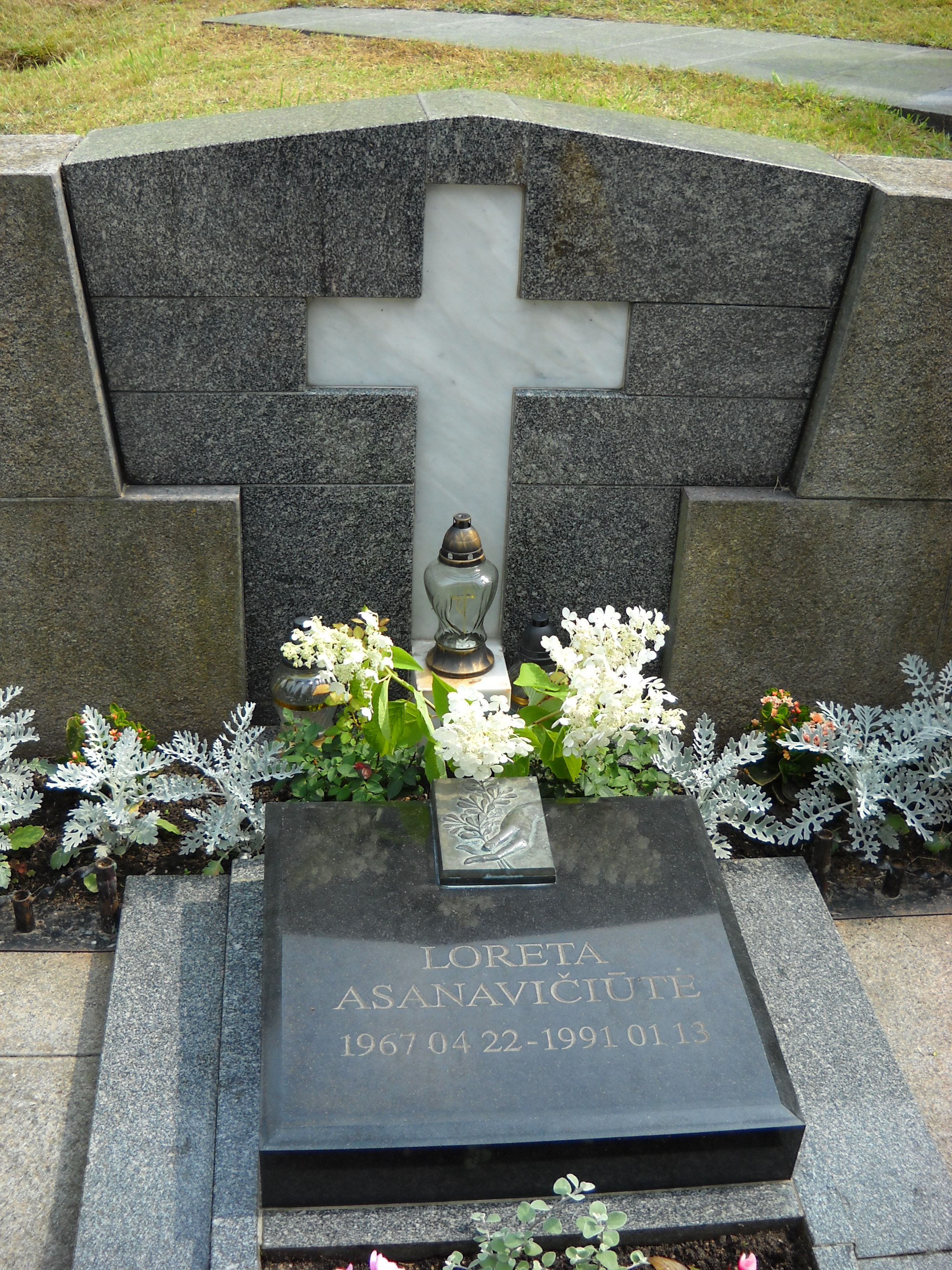
Grób Lorety Asanavičiūtė na cmentarzu na Antokolu

Loreta Asanavičiūtė (ur. 22 kwietnia 1967, zm. 13 stycznia 1991) - jedna z czternastu (jedyna kobieta) ofiar interwencji Armii Radzieckiej przed wieżą telewizyjną w stolicy Litwy - Wilnie wieczorem 13 stycznia 1991. Wojsko zaatakowało broniących ośrodka telewizyjnego nieuzbrojonych cywili kolbami karabinów, strzałami ślepą i ostrą amunicją oraz przy użyciu czołgów, które gąsienicami zmiażdżyły wiele osób. Wśród nich była  L. Asanavičiūtė, na której tułów najechał jeden z nich. Choć po paru minutach czołg cofnął się i można było zabrać rannych, to po przewiezieniu do szpitala straciła przytomność i wkrótce zmarła.
Wraz z nią zginęli: Virginijus Druskis, Darius Gerbutavičius, Rolandas Jankauskas, Rimantas Juknevičius, Alvydas Kanapinskas, Algimantas Petras Kavoliukas, Vytautas Koncevičius, Vidas Maciulevičius, Titas Masiulis, Alvydas Matulka, Apolinaras Juozas Povilaitis, Ignas Šimulionis i Vytautas Vaitkus, a ok. 700 osób zostało rannych i okaleczonych.
Wojska ZSRR zajęły tego dnia zarówno litewskie rozgłośnie radiowe (podobnie jak dwa dni wcześniej - dom prasy litewskiej), jak i przełamały siłą opór Litwinów, zajmując litewską telewizję i przerywając jej program.
Śmierć obrońców stacji telewizyjnej, transmisja z tych wydarzeń prowadzona „na żywo” do ostatnich sekund po wtargnięciu wojska do studia i do wyłączenia nadajnika odbiła się szerokim echem w całym demokratycznym świecie i w pewnym sensie przyczyniła się do przyspieszenia procesu odrywania się Litwy i pozostałych republik nadbałtyckich od ZSRR i w rezultacie upadku całego Związku Radzieckiego.
Imię Lorety Asanavičiūtė stało się na Litwie jednym z symboli walki o odzyskanie niepodległości.